# 우파 (기업)
우파(UFA GmbH)는 독일의 미디어 그룹 베르텔스만의 모든 생산 활동을 한데 아우르는 영화 및 텔레비전 프로덕션 기업이다.
1917년 12월 18일 설립되었다.

## 1920년대~1940년대 사이의 대중 영화
우파는 1920년대부터 1940년대 사이 영화의 황금기를 경험하였다.
- 마부제 박사
- 마지막 웃음
- 메트로폴리스 (1927년 영화)
- 달의 여인
- 푸른 천사
- 의지의 승리

### 1920년대
- 골렘 (영화)
- 마부제 박사
- 마지막 웃음
- 파우스트 (1926년 영화)
- 메트로폴리스 (1927년 영화)
- 홈커밍 (1928년 영화)
- 달의 여인

### 1930년대
- 푸른 천사
- 의지의 승리

### 1950년대
- 시씨 - 3부

### 1960년대
- 마부제 박사 4

## 같이 보기
- 스튜디오 바벨스베르크